# 加藤治稀
加藤 治稀（かとう はるき）は、日本で活動する現役大学生クロースアッププロマジシャンである。東京都に在住する。